# (585) Bilkis
(585) Bilkis ist ein Asteroid des Hauptgürtels, der am 16. Februar 1906 von August Kopff in Heidelberg entdeckt wurde.
Bilkis ist der Name der Königin von Saba im Koran.